# Grigori Sivkov
Grigori Flegontovich Sivkov (en ruso: Григорий Флегонтович Сивков; Martinovo, RSFS de Rusia, 10 de febrero de 1921 – Moscú, Rusia, 20 de noviembre de 2009) fue un aviador militar soviético que combatió durante la Segunda Guerra Mundial, donde recibió dos veces el título de Héroe de la Unión Soviética por realizar más de 200 misiones de ataque a tierra.

## Biografía

### Infancia y juventud
Grigori Sivkov nació el 10 de febrero de 1921 en el pueblo de Martinovo, gobernación de Perm (actualmente en el raión de Kungur del Krai de Perm en Rusia) en el seno de una familia de campesinos rusos. En 1935 se graduó de siete años de escolaridad, después estudió en un club de vuelo y en una escuela técnica de aviación.
En 1938 se graduó en el club de vuelo de la asociación paramilitar OSOAVIAJIM (Unión de Sociedades de Asistencia para la Defensa, la Aviación y la Construcción Química de la URSS) de Perm y, después de graduarse en la Escuela Técnica de Aviación de Perm en 1939, ingresó en las Fuerzas Armadas soviéticas. Al año siguiente se graduó de la Escuela de Pilotos de Aviación Militar de Perm, después de lo cual recibió asignaciones en los distritos militares de Kiev y Odesa.

### Segunda Guerra Mundial
Al comienzo de la invasión alemana de la Unión Soviética, Sivkov era piloto en un centro de entrenamiento de aviación en el Frente Sur. En diciembre de 1941 fue destinado al frente de guerra como piloto en el 210º Regimiento de Aviación de Corto Alcance; en mayo de 1942 se convirtió en comandante de vuelo en el 210.º Regimiento de Aviación de Asalto. Luchó en los frentes del sur, del Cáucaso Norte, transcaucásico y el Tercer Frente Ucraniano, así como en las batallas de Donbás, Crimea, Rumanía, Bulgaria, Yugoslavia, Budapest y Viena.
Al final de la guerra había volado 42 misiones en el Su-2 y 188 misiones en el Il-2. A pesar de haber sido derribado cinco veces y haber sufrido una grave lesión en la cabeza el 24 de junio de 1942, vivió para ver el final de la guerra y ascendió de rango hasta el puesto de comandante de escuadrón y el 10 de marzo de 1945 se convirtió en comandante, habiendo había sido teniente subalterno al comienzo de la guerra. Recibió el título de Héroe de la Unión Soviética por primera vez el 5 de febrero de 1944 por sus primeras 130 salidas, y el 18 de agosto de 1945 volvió a recibir dicho título por realizar un total de 223 salidas durante la guerra.

### Posguerra
En 1952, se graduó en la Academia de Ingeniería Aeronáutica Militar Zhukovski de la Fuerza Aérea. Desde julio de 1952 hasta octubre de 1953, trabajó como piloto de pruebas en el Instituto Estatal de Pruebas de la Fuerza Aérea Bandera Roja, donde realizó vuelos de prueba del caza MiG-15, el avión de ataque Il-10 y el helicóptero Mi-1. Luego regresó a la Academia Zhukovski de Ingeniería de la Fuerza Aérea donde, después de defender su tesis, dirigió un laboratorio, se convirtió en profesor y fue investigador principal. En diciembre de 1972 se convirtió en el jefe del departamento de seguridad de vuelo y en 1984 fue ascendido a mayor general de Aviación poco antes de jubilarse en 1986. Durante su carrera fue autor de más de 70 artículos científicos.
En 1945 se casó con Yekaterina Riábova, una Heroína de la Unión Soviética del 46.º Regimiento de Bombarderos Nocturnos de la Guardia de mujeres a quien había conocido en el frente de guerra. Su primera hija, Natalia, nació en 1947 y su segunda hija, Irina, en 1952. Yekaterina murió en 1974 y él la sobrevivió más de 35 años. Está enterrado en el Cementerio Novodévichi de Moscú.

## Condecoraciones
A lo largo de su carrera militar, Grigori Sivkov recibió las siguientes condecoraciones
- Héroe de la Unión Soviética, dos veces (4 de febrero de 1944 y 18 de agosto de 1945)
- Orden de Lenin (4 de febrero de 1944)
- Orden de la Revolución de Octubre  (21 de febrero de 1978)
- Orden de la Bandera Roja, tres veces (9 de septiembre de 1942, 27 de abril de 1943 y 14 de febrero de 1945)
- Orden de la Estrella Roja  (26 de octubre de 1955)
- Orden de Alejandro Nevski  (30 de septiembre de 1944)
- Orden de la Guerra Patria de 1.er grado, dos veces (17 de junio de 1943 y 11 de marzo de 1985)
- Medalla por el Servicio de Combate  (15 de noviembre de 1950)
- Medalla Conmemorativa por el Centenario del Natalicio de Lenin
- Medalla por la Victoria sobre Alemania en la Gran Guerra Patria 1941-1945
- Medalla por la Defensa del Cáucaso
- Medalla por la Conquista de Budapest
- Medalla por la Conquista de Viena
- Medalla por la Liberación de Belgrado
- Medalla Conmemorativa del 20.º Aniversario de la Victoria en la Gran Guerra Patria de 1941-1945
- Medalla Conmemorativa del 30.º Aniversario de la Victoria en la Gran Guerra Patria de 1941-1945
- Medalla Conmemorativa del 40.º Aniversario de la Victoria en la Gran Guerra Patria de 1941-1945
- Medalla Conmemorativa del 50.º Aniversario de la Victoria en la Gran Guerra Patria de 1941-1945
- Medalla Conmemorativa del 60.º Aniversario de la Victoria en la Gran Guerra Patria de 1941-1945
- Medalla de Veterano de las Fuerzas Armadas de la URSS
- Medalla del 30.º Aniversario de las Fuerzas Armadas de la URSS (1948)
- Medalla del 40.º Aniversario de las Fuerzas Armadas de la URSS (1957)
- Medalla del 50.º Aniversario de las Fuerzas Armadas de la URSS (1968)
- Medalla del 60.º Aniversario de las Fuerzas Armadas de la URSS (1978)
- Medalla del 70.º Aniversario de las Fuerzas Armadas de la URSS (1988)
- Medalla por Servicio Impecable
- Orden del 9 de septiembre de 1944 (Bulgaria)
- Orden de la Bandera Roja del Trabajo (Hungría)